# Paul Thumann

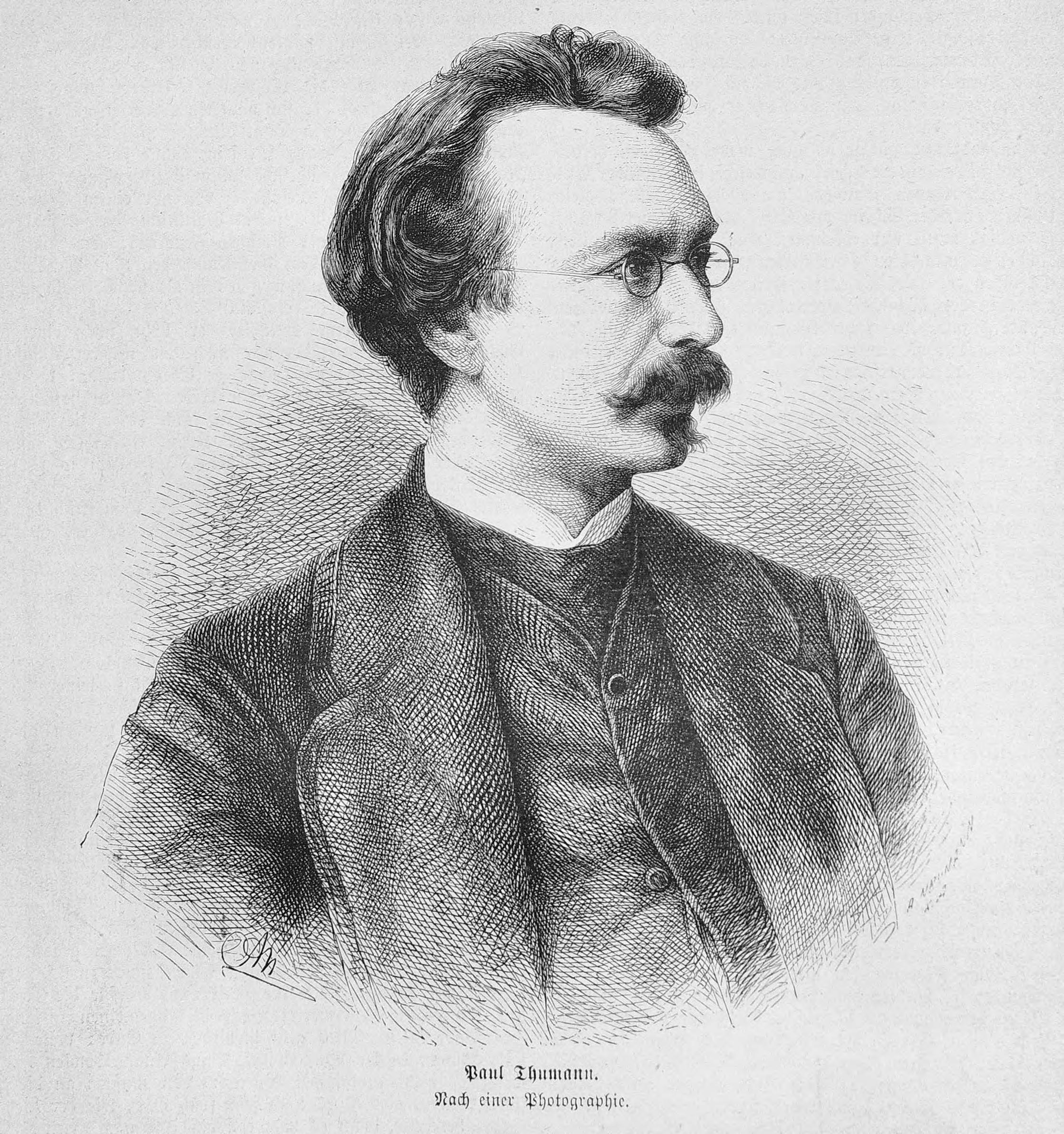
Paul Thumann.

Friedrich Paul Thumann, född den 5 oktober 1834, död den 19 februari 1908 i Berlin, var en tysk målare.
Thumann studerade i Berlin och i Dresden. Han målade porträtt och helgonbilder, var 1860-1863 i Leipzig sysselsatt som tecknare för träsnitt. Thumann besökte Italien och England, blev 1866 professor vid konstskolan i Weimar, 1872 i Dresden och 1875 vid Berlins konstakademi. Åren 1887-1891 vistades han åter i Italien, återvände så till sin lärarverksamhet i Berlin. Som tecknare av illustrationer till diktverk återgav han med en lycklig förening av naturlighet och behag karaktären i Voss Luise, Shakespeares En midsommarnattsdröm, Tennysons Enoch Arde och Chamissos Frauenliebe und Leben samt Psychesagan med flera. Bland hans oljemålningar kan nämnas skildringar ur Martin Luthers liv (på Wartburg).